# Cal Tururut
Cal Tururut és una obra eclèctica de Vimbodí i Poblet (Conca de Barberà) inclosa a l'Inventari del Patrimoni Arquitectònic de Catalunya.

## Descripció
Casa de tres plantes que desenvolupa una façana en cantonada. La primera planta, construïda amb maçoneria té únicament dues obertures, la porta d'arc de mig punt i una petita finestra de ventilació del magatzem que acull. En el primer pis, s'obre un balcó amb la obertura flanquejada per dos pilastres que aguanten un entaulament que té un fris decorat amb un escut i fulles de palma. El tercer nivell mostra tres petites finestres.